# Кама (индуизм)
Ка́ма (санскр. काम, IAST: kāma) — санскритский термин, обозначающий чувственное удовлетворение, сексуальные наслаждения, вожделение, страсть.

## В индуизме
В индуизме кама является одной из четырёх пурушартх — целей человеческой жизни, среди которых она находится на самой низшей ступени, ниже мирского статуса артхи — материального процветания и экономического развития. Это объясняется тем, что кама, в отличие от трёх других пурушартх — артхи, дхармы и мокши — доступна даже животным, которые подобно людям ищут физических наслаждений.

## В буддизме
В палийском каноне Будда ради достижения просветления отвергает (пали: некама) чувственные наслаждения (каму). В более общем значении, в особенности в буддийской школе тхеравада, перед просветлением приходит випассана, которая поддерживается сосредоточением самадхи, являющимся результатом медитативной культивации дхьяны, которой предшествует прекращение чувственного удовлетворения (вивич-эва-камехи). В дополнение к этому, буддисты-семьянины ежедневно повторяют Пять предписаний, третьим из которых является воздержание от неправильного сексуального поведения или супружеской неверности (камесу-мичхачара).

## Галерея

Кама
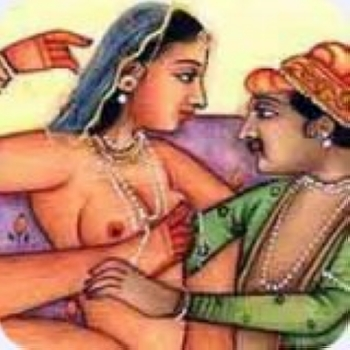
Сексуальное желание
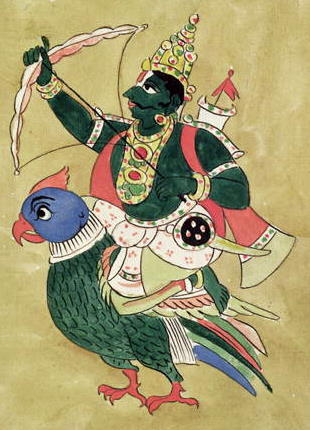
Божество Кама, чьи стрелы вызывают желание
Любовь
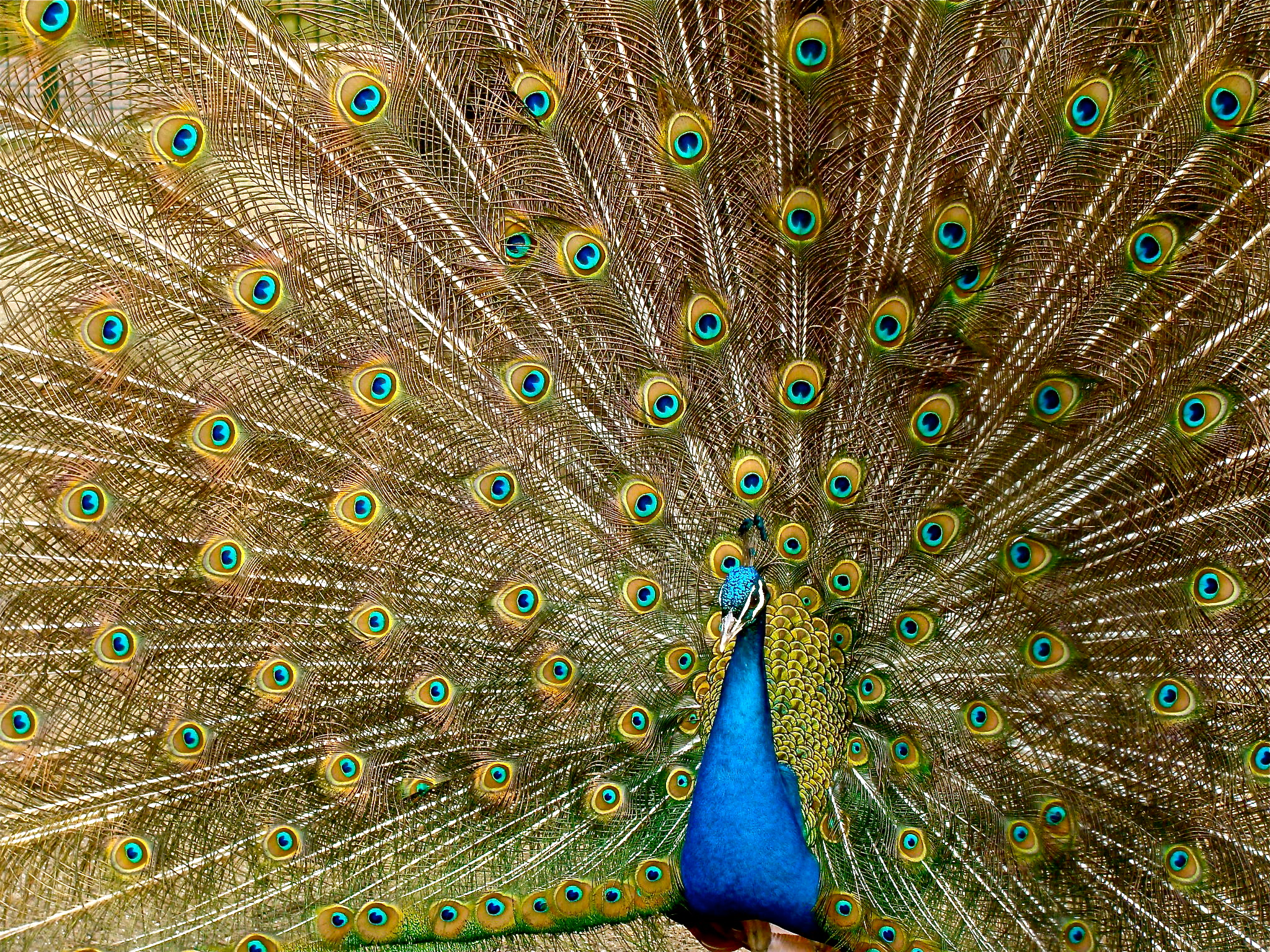
Эстетическое удовольствие от искусства, природы